# イブン・アージュッルーム
イブン・アージュッルーム（アラビア語:ابن آجُرُّوم  Ibn Ājurrūm、ベルベル語: Ageṛṛom又はAgerrum）
（1273/74年–1323年3月1日）はモロッコの文法学者。アラビア語の手引書（アル=アージュッルーミーヤ）で知られる。正式な名はأبو عبد الله محمد بن عبد الله بن داود الصنهاجي
 Abū ʿAbd Allāh Muḥammad ibn Muḥammad ibn Dāwūd al-Ṣanhādjī、また西洋ではラテン語の翻訳を通して Agrumiaの名でも知られた。

## 生涯
1273-4年（ヒジュラ暦672年）にフェズに生まれた。ベルベル人のサンハージャ族に属し一族はSefrou近郊の出身と伝えられる。
'アージュッルーム'の名は、「敬虔なる者」や「質素なスーフィ」を意味するベルベル語の言葉に由来し、祖父の代からこの名を名乗ったとされる。
1323年に亡くなり、フェズのアンダルス地区のBāb al-Hamra付近に葬られた。

## アル=アージュッルーミーヤ
イブン・アージュッルームが著したAl-Muqadimma al-Adjurrumiya fi Mabadi Ilm al-Arabiya
又はمتن المقدمة الآجرومية Matn Al-Ajrumiyyahは、アラビア語の統語論の複雑な規則を記憶に適した簡潔で明解な形にまとめた数葉の短い試論で、通常Al-Ājurrūmīyyaとして知られる。その簡潔さと利便性によりアラビア語圏に広く行われ、後世の文法家により60種以上の注釈書が編まれた。
欧州では16世紀には知られており、フランシスコ会のトマス・オビキニが出版したラテン語訳Grammatica Arabica.（1621年）
をはじめ異なる言語・版の12種類以上の翻訳が広くかつ複数回出版された。
イブン・アージュッルームの文法の流派は、Al-Suyuti(Bughya, 102)によればクーファ学派（Kūfah School）である。